# Otto Weininger
Otto Weininger, född 3 april 1880 i Wien, död 4 oktober 1903, var en österrikisk filosof.

## Biografi
Weininger var av judisk börd men hade övergått till protestantisk kristendom. Han nådde en herostratisk berömmelse med verket Geschlecht und Charakter (1903), och genom sitt kort därpå följande självmord i Beethovens dödshus. 
Hans tänkande bygger på en uppdelning i motsatsparet manligt och kvinnligt, där manlighet tolkas som en platonisk absolut entitet bestående av dygd, mod och geni (positivt), och kvinnlighet som dess motsats, dominerad av sexualitet och lust (negativt). Weininger, som hade konverterat och blivit kristen, beskrev judendomen som feminin i förhållande till kristendomen vilket skulle kunna tolkas som antisemitiskt. Till de viktigaste inspirationskällorna hör Immanuel Kant, Richard Wagner och Henrik Ibsen. Weiningers självmord 1903 kan ses som ett resultat av hans oförmåga att höja sig över sitt självhat, som hans grubbleri över homosexualitet och judendomen hade orsakat.
Weiningers geni- och manlighetskult utövade vid 1900-talets början ett enormt inflytande på kulturlivet i Europa. Till dem som inspirerades av hans tankar hör Ludwig Wittgenstein, August Strindberg, Gottfried Benn, Ernst Jünger, Carl Schmitt, Robert Musil, Julius Evola, Georg Trakl, E.M. Cioran, Karl Kraus, Alfred Kubin och Franz Kafka.